# Robert Petaros
Robert Petaros, slovenski učitelj, slavist, publicist in kulturni delavec, * 21. junij 1933, Trst.

## Življenje in delo
Robert Petaros se je rodil na Kolonkovcu pri Trstu, očetu Petru, vrtnarju, in materi Josipini (rojeni Smotlak). Osnovno šolo je obiskoval na Katinari, a neredno, zaradi vojnih časov; leta 1954 je zaključil slovenski Klasični licej v Trstu. Na Univerzi v Ljubljani je doštudiral slavistiko in diplomiral leta 1962, nato je moral na Univerzo La Sapienza v Rimu, da bi mu priznali študije, tu je doktoriral leta 1967. Najprej je poučeval na slovenski srednji šoli v Nabrežini in v Dolini; od leta 1963 pa slovenščino, zgodovino in državljansko vzgojo na DTTZ Žiga Zois v Trstu (do 17. sept. 1984). Hkrati je bil asistent pri stolici za slovenski jezik (od leta 1971) in lektor (od leta 1978) na Univerzi v Vidmu, kjer je postal leta 1984 redni raziskovalec na Fakulteti za tuje jezike in književnosti – oddelek za slovenski jezik in književnost. Bil je korektor in lektor pri Radiu Trst A (1963–76) in sodeloval je pri različnih radijskih oddajah (Družinski obzornik, Lepo pisanje, Oddaje za šole itd.). Poučeval je slovenščino pri italijanski ustanovi ENALC (1966–71) in je bil član raznih izpitnih komisij za ugotavljanje znanja slovenščine za poučevanje na slovenskih srednjih šolah v Italiji. Objavljal je več priložnostnih člankov, esejev in poročil o slovenskem jeziku in o splošnih kulturnih in narodnostnih problemih in življenju Slovencev v Trstu v zamejskem tisku (Gospodarstvo, Katoliški glas, Primorski dnevnik, Mladika, Literarne vaje, Koledar Goriške Mohorjeve družbe). Od leta 1968 je urejeval Izvestje srednjih šol s slovenskim učnim jezikom na Tržaškem, do leta 2006, ko je izšel zadnji snopič, saj nato niso tajništva šol več posredovala podatke o vpisanih in o stanju na šolah, zaradi spremenjenih zakonov o osebnih podatkih v Italiji. Izdal je nekaj samostojnih publikacij in knjig, sodeloval je s spremnimi besedili pri marsikateri knjigi, prevajal je za šolske publikacije za Deželno ravnateljstvo za izobraževanje in kulturo pri Avtonomni deželi Furlaniji-Julijski krajini. Lektoriral je več knjih pri založbi Mladika.
Leta 1972 je bil med ustanovitelji Šentjakobskega kulturnega društva pri Sv. Jakobu v Trstu, kjer je bil od vsega začetka tajnik. Sodeloval je kot pisec gesel pri Primorskem slovenskim biografskem leksikonu . Več let je bil v odboru društva Finžgarjev dom na Opčinah, pri katerem je tudi bil v uredništvu glasila Naša beseda slovenskim vernikom na Opčinah. Tu je bil mnogo let tudi član Župnijskega sveta. Več let je bil v pokrajinskem in deželnem svetu politične stranke Slovenska skupnost. Leta 2015 mu je vodstvo stranke podelilo plaketo, na kateri je vgravirano: Slovenska skupnost izreka priznanje in zahvalo za nesebično in požrtvovalno štiridesetletno delo v korist narodnostnim pravicam Slovencev v Italiji.  Več let je bil tudi v upravnem odboru Hranilnice in posojilnice na Opčinah (ki se je kasneje preimenovala v ZKB Zadružno kraško banko). Od leta 1999 do leta 2023 je bil član komisije literarne nagrade vstajenje. Pri Slovenski prosveti v Trstu je bil mnogo let odbornik in nato član nadzornega odbora. Sodeloval je z Društvom slovenskih izobražencev (DSI) in se redno udeleževal ponedeljkovih večerov DSI in vsakoletnih študijskih dnevov Draga.

## Knjige
- Stritarjev zorin (1969)
- Slovensko narečje v vzhodni okolici Trsta (1970)
- Tržaško ozemlje, zemljevid s krajevnimi in ledinskimi imeni (Lj.-Trst 1977) (COBISS)
- Od prvih zapiskov do romantike: II. slovensko berilo za višje srednje šole (1980) (COBISS)
- Il dialetto sloveno di Kolonkavec (presso Trieste): contributi alla conoscenza degli Sloveni in Italia (Slovensko narečje na Kolonkavcu -1982) (COBISS)
- Opere letterarie slovene in traduzione italiana (Videm 1984)
- Ivan Trinko: Samogovor poljskega izgnanca (1984) (COBISS)
- Seznam učnih knjig: za osnovne in srednje šole na Tržaškem in Goriškem (1946-1985); Pregled razprav v Izvestju srednjih šol; Brošure ob poimenovanju šol (1986) (COBISS)
- Ob odprtju novega sedeža = Inaugurazione della nuova sede (1989) (COBISS)
- Goriško ozemlje: zemljevid s krajevnimi in ledinskimi imeni (1999) (COBISS)